# 冷泉镇
冷泉镇，是中华人民共和国云南省红河哈尼族彝族自治州蒙自市下辖的一个乡镇级行政单位。

## 行政区划
冷泉镇下辖以下地区：
冷泉村、小新村、鸡白蛋村、兴隆村、所本底村、舍利马村、楚冲村和夺底村。